# Cirroteuthidae
I Cirroteuthidae Keferstein, 1866 sono una famiglia di molluschi cefalopodi appartenenti all'ordine Octopoda. 

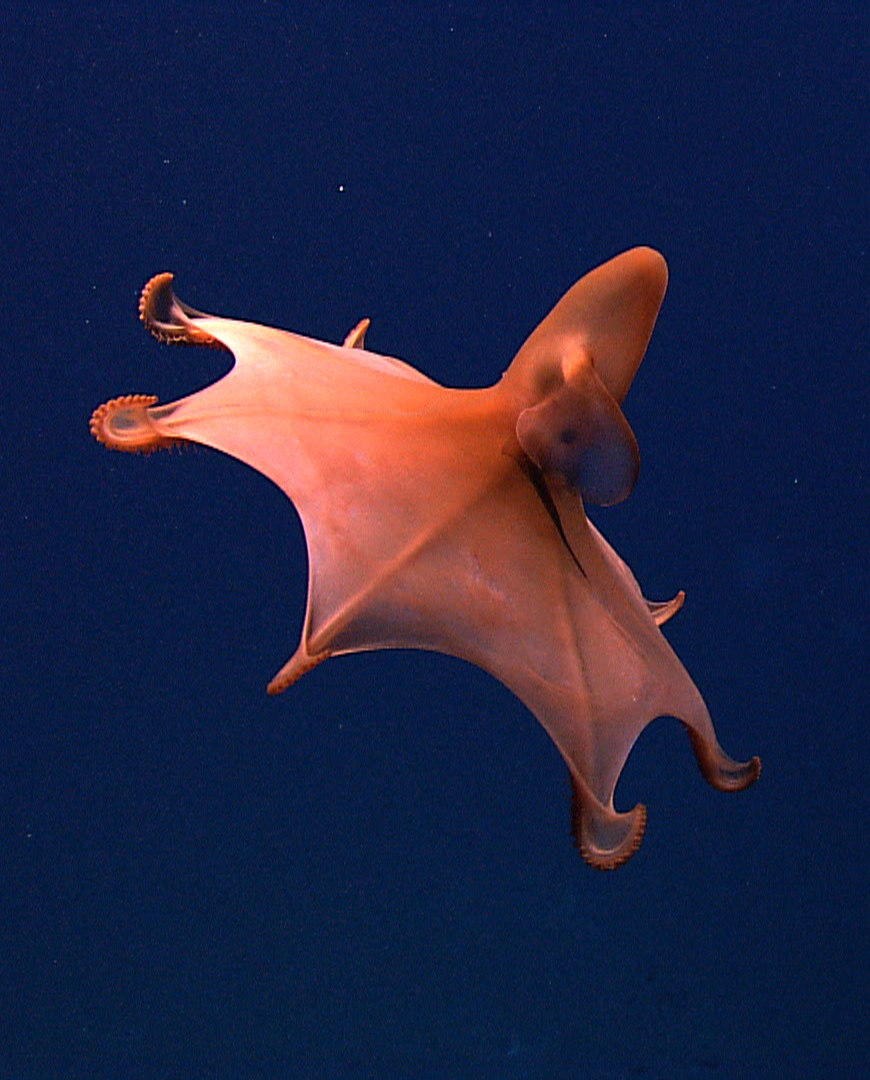
Cirrothauma murrayi nel suo ambiente di vita

## Descrizione
I Cirroteuthidae sono allungati in senso antero posteriore ed hanno pinne di grandi dimensioni; il corpo ha consistenza gelatinosa ed è molto fragile. Si assiste a un diverso sviluppo degli occhi nelle varie specie: in alcune sono grandi e normalmente funzionali, in altre come Cirrothauma murrayi sono molto ridotti e probabilmente non funzionanti. Le braccia portano cirri molto lunghi. Le braccia sono unite da due membrane, una primaria che connette tutte le braccia per gran parte della loro lunghezza e una secondaria che forma delle tasche situate alla base delle braccia che possono essere rigonfiate d'acqua.
La lunghezza del mantello giunge a 33 cm e l'animale completo può arrivare a 170 cm.

## Distribuzione e habitat
Questa famiglia è segnalata in varie località sparse in tutti gli oceani soprattutto alle alte latitudini e anche nelle zone artiche. 
Questi animali vivono esclusivamente nel piano abissale perlopiù oltre i 3000 metri di profondità e fin quasi ai 5000. Sembra che siano legati al fondale. Occasionalmente alcuni individui sono stati catturati in acqua aperta o, nelle zone polari, addirittura in superficie.

## Biologia
Sostanzialmente ignota. Cirroteuthis muelleri depone grandi uova singole racchiuse in un guscio chitinoso inusuale per i cefalopodi.

## Tassonomia
Il genere comprende 3 generi:
- Cirroteuthis Eschricht, 1838
- Cirrothauma Chun, 1911
- Laetmoteuthis Berry, 1913